# Minden (Nebraska)
Minden település az Amerikai Egyesült Államok Nebraska államában, Kearney megyében, melynek megyeszékhelye is. Lakosainak száma 3118 fő (2020. április 1.).

## Népesség
A település népességének változása:

| 2010 | 2 923 |
| 2020 | 3 118 |